# Мануель Флорес Мора

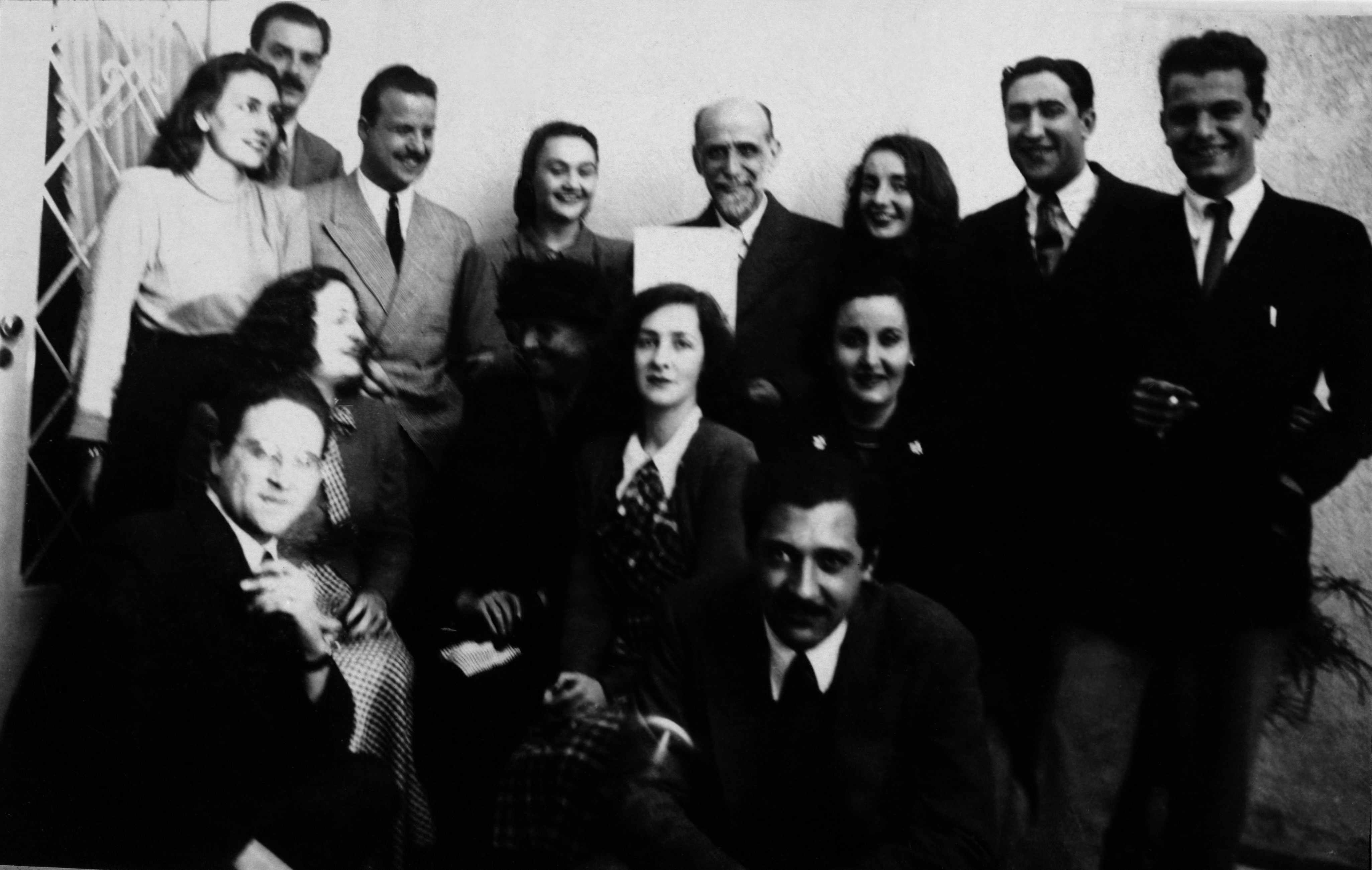
Мануель Флорес Мора (перший ряд, в центрі) та інші представники покоління '45, яких приймає Хуан Рамон Хіменес.

Мануель Флорес Мора (1923–1984) – уругвайський журналіст і політик, що представляв партію Колорадо.

## Життєпис
Прямий нащадок президента ХІХ століття Венансіо Флореса, Флорес у молодості працював у низці газет, включаючи щоденне видання "Acción", де він став політичним редактором, а згодом заступником редактора; також писав для відомої щотижневої уругвайської газети "Marca".
Його пам’ятають як члена Ґенерації '45, уругвайського інтелектуального та літературного руху, до якого входили: Карлос Маґґі, Анхель Рама, Емір Родріґес Монеґал, Ідеа Віларіньо, Карлос Реаль де Азуа, Карлос Мартінес Морено, Маріо Арреґі, Маурісіо Мюллер, Хосе Педро Діас, Аманда Беренґуер, Тола Інверніцці, Маріо Бенедетті, Іда Вітале, Лібер Фалько, Хуан Кунья, Хуан Карлос Онетті та ін.

## Політична діяльність
Флорес висувався на виборах і в 1954 став депутатом, відпрацювавши три терміни, поки не піднявся на посаду сенатора в 1966.
Через рік він був призначений міністром скотарства та сільського господарства в кабінеті президента Оскара Дієґо Ґестідо, що займав посаду президента Хорхе Пачеко Ареко до червня 1968, пішовши згодом через розбіжності в питаннях безпеки.
Флорес виступав проти Пачеко від Сенату до 1971, коли одночасно балотувався в президенти та віце-президенти, а міністр і сенатор Амілкар Васкончеллос був його другом. Проте не залучившись достатньою підтримкою, згодом втратив місце в Сенаті.
Після державного перевороту 27 червня 1973 Флорес став активним супротивником нового військового режиму. Він приєднався до редакції "El Día" і в останні роки диктатури писав статті для журналу "Jaque" (співзасновником якого він був у 1983), засуджуючи широкі зловживання військових при владі.

## Смерть
Флорес помер у 1984 на 61-му році життя, саме тоді, коли  до Уругваю поверталася парламентська демократія.
Він був одружений з Марією Зулема Сільва Віла. Його син Мануель Флорес Сільва посів місце в новому Сенаті, донька Беатріс Флорес Сільва — кінорежисерка.

## Дивитися також
- Політика Уругваю